# ادوارد ایستویک
ادوارد بکهاوس ایست‌ویک (به انگلیسی: Edward Backhouse Eastwick) (۱۳ مارس ۱۸۱۴ وارفیلد، برکشر انگلستان - ۱۶ ژوئیه ۱۸۸۳، ونتنور، جزیره وایت انگلستان) خاورشناس، دیپلمات انگلیسی و نماینده محافظه‌کار پارلمان بریتانیا بود. او آثار پرشماری درباره کشورهای جنوب آسیا نوشت که در میان آن‌ها می‌توان به فرهنگ سندی و دستور زبان هندوستانی اشاره کرد.

## زندگی و آثار
او در خانواده‌ای هندی-انگلیسی به دنیا آمد و در مدرسه چارترهواس و بعد کالج مرتون دانشگاه آکسفورد تحصل کرد. در سال ۱۸۳۶ به پیاده‌نظام بمبئی پیوست اما به خاطر دانش زبانی که داشت به سرعت شغل سیاسی دریافت کرد. در سال ۱۸۴۳ کتاب قصه‌های سنجان، یا تاریخ ورود پارسیان به هند را به انگلیسی ترجمه کرد. سپس کتاب‌های زندگی زرتشت، فرهنگ سندی و مقاله‌های زیادی برای انجمن آسیایی بمبئی به رشته تحریر در آورد. او به خاطر بیماری مجبور شد به اروپا بازگردد. از این رو به فرانکفورت رفت و زبان آلمانی یاد گرفت. سپس کتاب انقلاب هلند اثر شیلر و کتاب گرامر تطبیقی اثر فرانتس بپ را ترجمه کرد.
در سال ۱۸۴۵ به عنوان استاد زبان هندوستانی در کالج هیلی‌بری منصوب شد. دو سال بعد دستور زبان هندوستانی را منتشر کرد و در سال‌های بعدی ویرایش جدیدی از ترجمهٔ گلستان سعدی به چاپ رساند. این ترجمه شامل نظم و نثر بود. همچنین کتاب پرم ساگار اثر چاتور چوج، و ترجمه‌هایی از قصه باغ و بهار (چهار درویش)، و انوار سهیلی را منتشر کرد. در ۱۸۵۱ به عنوان عضو انجمن سلطنتی انتخاب شد.
در سال ۱۸۵۷-۸ کتاب زندگی‌نامهٔ خودنوشت لطف‌الله، یک جنتلمن مسلمان را ویرایش نمود. او همچنین سفر پیدایش کتاب مقدس به زبان دکنی را هم ویراست. در همین زمان به فراگیری حقوق نیز پرداخت. 
در میان سال‌های ۱۸۶۰ تا ۱۸۶۳ به عنوان دبیر هیئت نمایندگی بریتانیا در ایران حضور داشت و کتاب روزنامهٔ یک دیپلمات حین اقامت سه‌ساله در ایران را نوشت.
در سال ۱۸۶۶ دبیر خصوصی وزیر کشور هند لرد کرنبرن شد و در ۱۸۶۷ نیز مانند سال ۱۸۶۴ به مأموریت دولتی به ونزوئلا رفت.
وقتی به لندن بازگشت به درخواست چارلز دیکنز کتابی در خصوص زندگی در آمریکای جنوبی نوشت. از ۱۸۶۸ تا ۱۸۷۴ به عنوان نماینده پنرین و فالموث به پارلمان بریتانیا رفت. در ۱۸۷۵ «به منظور ارجگذاری به خدمات متمایز» موفق به دریافت کارشناسی ارشد از دانشگاه آکسفورد شد. او کتاب‌های زیادی از انتشارات موری را نوشت. آخرین اثر وی قیصرنامهٔ هند در دو جلد بود.
ایست‌ویک در ۱۶ ژوئیه ۱۸۸۳ در شهر ونتنور جزیرهٔ وایت در جنوب انگلستان درگذشت. همسر او به نام روسینا جین پس از او زنده ماند. آنها دستکم یک پسر به نام رابرت ویلیام اِگِرتون ایست‌ویک داشته‌اند.